# Bruno Henrique (football, 1990)
Pour les articles homonymes, voir Bruno Henrique et Henrique.
Bruno Henrique Pinto est un footballeur international brésilien, né le 30 décembre 1990 à Belo Horizonte. Il évolue au poste d'ailier droit à Flamengo.

## Biographie

### Carrière en club

#### Goiás (2015-2016)
Avec le club de Goiás, il dispute en 2015, 33 matchs en première division brésilienne, inscrivant sept buts. Il est notamment l'auteur d'un doublé lors de la 2e journée de championnat, lors de la réception de l'Athletico Paranaense (victoire 2-0).

#### VfL Wolfsburg (2016-2017)
Avec l'équipe allemande du VfL Wolfsburg, il dispute 14 matchs en Bundesliga.
Il dispute également en avril 2016, la double confrontation face au Real Madrid, en quart de finale de la Ligue des champions de l'UEFA (victoire 2-0 à domicile, puis défaite 3-0 à l'extérieur).

#### Santos (2017-2019)
Avec le club du Santos FC, il dispute un total de 56 matchs en première division brésilienne, inscrivant neuf buts. Il marque huit buts en championnat lors de la saison 2017. Le 23 juillet 2017, il se met en évidence en inscrivant un triplé lors de la réception de l'EC Bahia (victoire 3-0).
Il atteint également avec cette équipe les quarts de finale de la Copa Libertadores en 2017. Il inscrit trois buts lors de cette compétition, deux en huitièmes de finale contre l'Athletico Paranaense, et un en quart de finale face au club équatorien du Barcelona de Guayaquil.

#### Flamengo (depuis 2019)
Le 23 janvier 2019, il s'engage avec Flamengo, pour deux saisons. 
Il inscrit un doublé en championnat dès la 1re journée, lors de la réception de Cruzeiro (victoire 3-1). Il marque un second doublé lors de la 15e journée, sur la pelouse du Vasco da Gama (victoire 1-4).
Puis marquera un tripé toujours contre le Vasco de gama a domicile au maracanã (victoire 4-1).
Il participe avec cette équipe à la Copa Libertadores en 2019. Il est notamment l'auteur d'un doublé en quart de finale face au Sport Club Internacional.

### Carrière en équipe nationale
Il joue son premier match en équipe du Brésil le 6 septembre 2019, en amical contre la Colombie, où les deux équipes se neutralisent (2-2).

## Palmarès
- Goiás
- Campeonato Goiano en 2015

 Flamengo
- Copa Libertadores en 2019
- Championnat du Brésil de football en 2019 et 2020
- Recopa Sudamericana en 2020
- Supercoupe du Brésil en 2020, 2021
- Campeonato Carioca en 2019, 2020